# وين مورتيمر
وين مورتيمر (بالإنجليزية: Win Mortimer)‏ هو فنان قصص مصورة أمريكي وكندي، ولد في 1 مايو 1919 في هاميلتون في كندا، وتوفي في 11 يناير 1998 في كندا بسبب سرطان.